# Малайзийско-чилийские отношения
Малайзийско-чилийские отношения — двусторонние дипломатические отношения между Малайзией и Чили. Государства являются членами Азиатско-Тихоокеанского экономического сотрудничества.

## История
Дипломатические отношения между государствами были установлены 22 мая 1979 года, а посольство Чили в Куала-Лумпуре было открыто в 1989 году.

## Экономические отношения
Отношения между государствами в основном основаны на торговле, причём Малайзия стала основным торговым партнёром Чили в Юго-Восточной Азии, а общий объём товарооборота в 1990 году достиг суммы 800 миллионов долларов США. В том же году заместитель премьер-министра Малайзии Абдул Гафар Баба после визита в Чили предложил специальный план с целью помочь иностранным бизнесменам посетить Малайзию. Чили и Малайзия договорились создать совместный комитет для сотрудничества в области информации и вещания в 1994 году. Экономические отношения между государствами основаны на сотрудничестве Юг-Юг, и в 1995 году были подписаны пакты о двусторонней торговле. В 2009 году объём товарооборота между государствами составил сумму 336 миллионов долларов США, при этом общий экспорт Малайзии в Чили составил сумму 16,8 миллионов долларов США, а импорт — 148,7 миллионов долларов США. В том же году началась популяризация чилийской кухни в Малайзии. Меморандум о взаимопонимании по улучшению воздушного сообщения был подписан в 2010 году, а тарифное соглашение по торговле было отменено в том же году. Соглашение о свободной торговле между государствами вступило в силу с 2011 года, совместная исследовательская группа была сформирована с 2006 года. Чили создала совместные предприятия в судостроении в Кучинге, были построены танкер и два буксира. Малазийская модель автомобиля Proton Edar Sdr Holding экспортируется в Чили.

## Государственные визиты
Премьер-министр Малайзии Махатхир Мохамад посетил Чили в июле 1991 года по приглашению президента Патрисио Эйлвина. В ходе визита лидеры договорились об укреплении двусторонних связей и открытию посольства Малайзии в Сантьяго в декабре 1991 года.
Позже Патрисио Эйлвин посетил Малайзию в июне 1992 года, за ним последовал президент Эдуардо Фрей Руис-Тагле, который совершил государственный визит в Малайзию в ноябре 1995 года по приглашению Янга ди-Пертуана Агонга Джафара. Ранее в том же году, в сентябре 1995 года, Джафар также посетил Чили. Последний государственный визит из Малайзии в Чили состоялся в 2009 году, страну посетил Мизан Зайнал Абидин. Со времени поездки Махатхира Мохамада в 1991 году ни один премьер-министр Малайзии не посетил Чили с официальным визитом.

## Дипломатические представительства
- Малайзия имеет посольство в Сантьяго[14].
- Чили содержит посольство в Куала-Лумпуре[15].